# مارساکسلوک
مارساکسلوک (به لاتین: Marsaxlokk) یک منطقهٔ مسکونی در مالت است که در منطقه جنوب شرقی مالت واقع شده‌است. مارساکسلوک ۴٫۷ کیلومتر مربع مساحت و ۳٬۶۶۰ نفر جمعیت دارد.

## خواهرخوانده
شهر کادو خواهرخواندهٔ مارساکسلوک هست.